# Noyant-Villages
Noyant-Villages – gmina we Francji, w regionie Kraj Loary, w departamencie Maine i Loara. W 2013 roku liczba ludności wynosiła 5412 mieszkańców.
Gmina została utworzona 15 grudnia 2016 roku z połączenia 14 ówczesnych gmin: Auverse, Breil, Broc, Chalonnes-sous-le-Lude, Chavaignes, Chigné, Dénezé-sous-le-Lude, Genneteil, Lasse, Linières-Bouton, Meigné-le-Vicomte, Méon, Noyant oraz Parçay-les-Pins. Siedzibą gminy została miejscowość Noyant.